# 池和田城
池和田城（いけわだじょう）は、千葉県市原市池和田にあった日本の城。

## 概要
池和田城は、鎌倉時代に三浦氏の一族であった和田正治が築いたと言われている。池和田の地名も、和田氏に由来するものと言われる。
戦国時代には、多賀氏の居城であった。第一次国府台合戦のとき、池和田城主多賀高明は、里見義堯の武将として、小弓公方足利義明に属して出陣したが、惨敗して撤退した。多賀高明は、第二次国府台合戦にも里見氏に従って出陣したが、やはり敗れている。このとき北条軍は、勝ちに乗じて上総国に攻め込み、池和田城を攻撃した。
しかし、池和田城の西・北・南は深い田んぼで、馬ではどうすることもできず、東は高い山で要害となっており、そちらからも攻めるのが難しい。北条氏政は命令を下し、付近の民家を打ち壊してその堀切の埋草とし、山上から矢を飛ばして塀柵を引き破り攻めかけた。だが、北条軍は死傷者を多く出し、なかなか攻め落とせなかった。
このとき、城内に反忠のものがいて、深夜に城を放火した。城内は混乱し、北条軍は次々と城内に入り込み、やがて池和田城は陥落した。

## 構造
城の東側は、谷を隔てて険しい山に囲まれ、郭の裾にある広い道路は鶴舞の市街に通じている。この道路入口付近の崖の上が本丸で、郭内の最も高いところである。本丸の東方は空堀である。

## アクセス
- 小湊鉄道線　上総鶴舞駅　徒歩16分